# Царево Поље (Јосипдол)
Царево Поље је насељено место у саставу општине Јосипдол у Карловачкој жупанији, Република Хрватска.

## Историја
До територијалне реорганизације у Хрватској налазило се у саставу старе општине Огулин.

## Становништво
На попису становништва 2011. године, Царево Поље је имало 146 становника.

## Попис1991.
На попису становништва 1991. године, насељено место Царево Поље је имало 208 становника, следећег националног састава:
| Попис 1991.‍ | Попис 1991.‍ | Попис 1991.‍ | Попис 1991.‍ | Попис 1991.‍ |
| ----------- | ----------- | ----------- | ----------- | ----------- |
|             |             |             |             |             |
| Хрвати      | Хрвати      |             | 204         | 98,07%      |
| Италијани   | Италијани   |             | 1           | 0,48%       |
| Југословени | Југословени |             | 1           | 0,48%       |
| Срби        | Срби        |             | 1           | 0,48%       |
| непознато   | непознато   |             | 1           | 0,48%       |
| укупно: 208 |             |             |             |             |